# NGC 7070
NGC 7070 (również PGC 66869) – galaktyka spiralna z poprzeczką (SBc), znajdująca się w gwiazdozbiorze Żurawia. Odkrył ją John Herschel 5 września 1834 roku.